# Sant Joan de Montbó
Sant Joan de Montbó és una església situada al nord de Montcal i pertany a Montbó, entitat de població del municipi de Canet d'Adri. És una obra protegida com a bé cultural d'interès local.

## Història
L'església de Sant Joan, sufragània de la parròquia de Santa Cecília de Montcal, església del poble veí que també pertany a Canet d'Adri, és esmentada en una donació de terres que tingué lloc el 23 de novembre de 1200. No en sabem res més fins a l'any 1524, quan el visitador pastoral ordenà que el cementiri fos tancat amb una paret. L'església fou visitada també l'any 1602 pel bisbe de Girona Francisco Arévalo de Zuazo, el qual constatà el bon estat en què es trobava l'edifici. I el 1624 el bisbe Francesc de Sentjust i de Castre manà construir un sagrari a l'altar major.

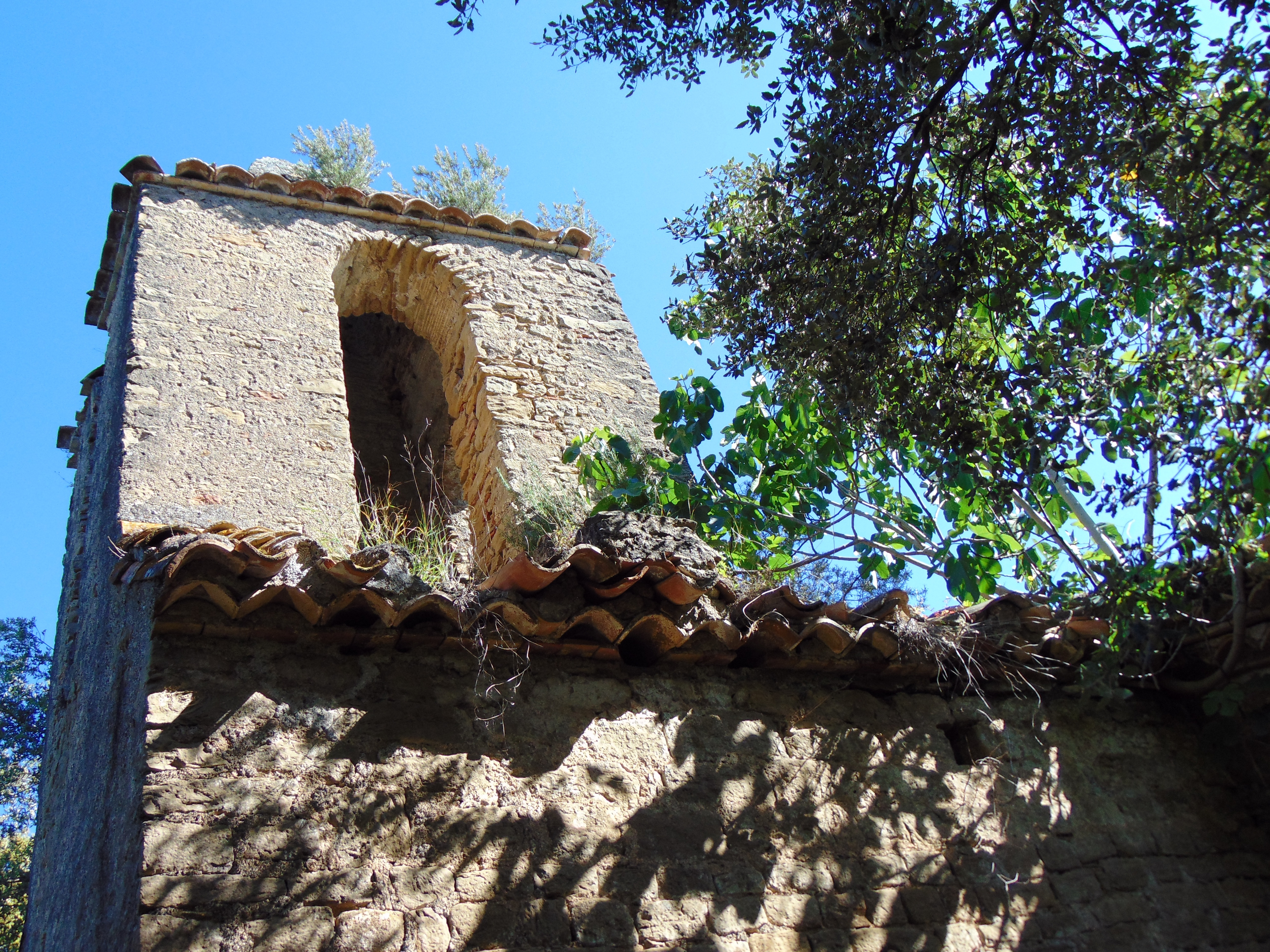
El campanar

L'any 1094 consta la donació d'un mas amb el sagrer que hi havia prop de l'església de Sant Joan de Montbó, la Sagrera de Montbó. La sagrera era un lloc on la població pagesa es podia refugiar de les violències feudals i on podia salvaguardar els fruits de les seves collites; a partir de la dècada de 1030 i, en pocs anys, la sagrera es va institucionalitzar a bona part de la Catalunya Vella. Les esglésies gironines van començar a atreure unes petites construccions que, pel fet d'estar ubicades en l'espai sagrat que les encerclava, rebien el nom de «sagrers». Sembla clar que la base legal de l'ensagrerament es troba en els cànons de diversos concilis visigòtics que definien l'església parroquial i el seu cementiri com a llocs d'asil: el 681, per exemple, es va establir el caràcter sagrat de l'espai englobat dintre d'una circumferència de 30 passes de radi al voltant de l'església, de manera que s'assegurava la protecció de tots els que s'hi refugiaven.

## Arquitectura
És un edifici d'una nau, coberta amb volta de canó i capçada a llevant per un absis semicircular on s'obre una finestra de doble esqueixada. Un àmbit quadrat annex al mur de migdia comunicat amb la nau única, s'identificaria amb el sagrer. La porta, en arc i adovellada, molt senzilla, s'obre a la façana de ponent i hi havia hagut un porxo adossat d'embigat de fusta, de dos vessants, que mig tapava una finestra en creu, molt alterada. El conjunt de la façana és capçat per un campanar de torre amb coberta piramidal molt esvelta i amb una finestra a cada façana. L'arrebossat que el cobreix impedeix de precisar si el campana aprofita alguna estructura original o bé respon alguna reforma posterior, com sembla més probable. El parament és de petits carreus escairats rejuntats amb morter de calç seguint les formes característiques de l'arquitectura del segle xi o les formes rurals del segle xii, especialment en els seus inicis.